# متلازمة الجسم الزجاجي الملامس
متلازمة الجسم الزجاجي الملامس والتي تعرف أيضاً باسم متلازمة فتيلة الزجاجي هي اختلاط متأخر لعملية استخراج الساد داخل المحفظة حيث ينتبج الجسم الزجاجي مندفعاً عبر الحدقة ليلامس ويلتصق حتى ببطانة القرنية.